# Viento foehn

Efecto Foehn. El relieve elevado obliga a la masa de aire a ascender, condensando el vapor de agua y dando lugar a lluvias orográficas (efecto barrera). A sotavento el aire ya seco desciende rápidamente aumentando la presión atmosférica y la temperatura

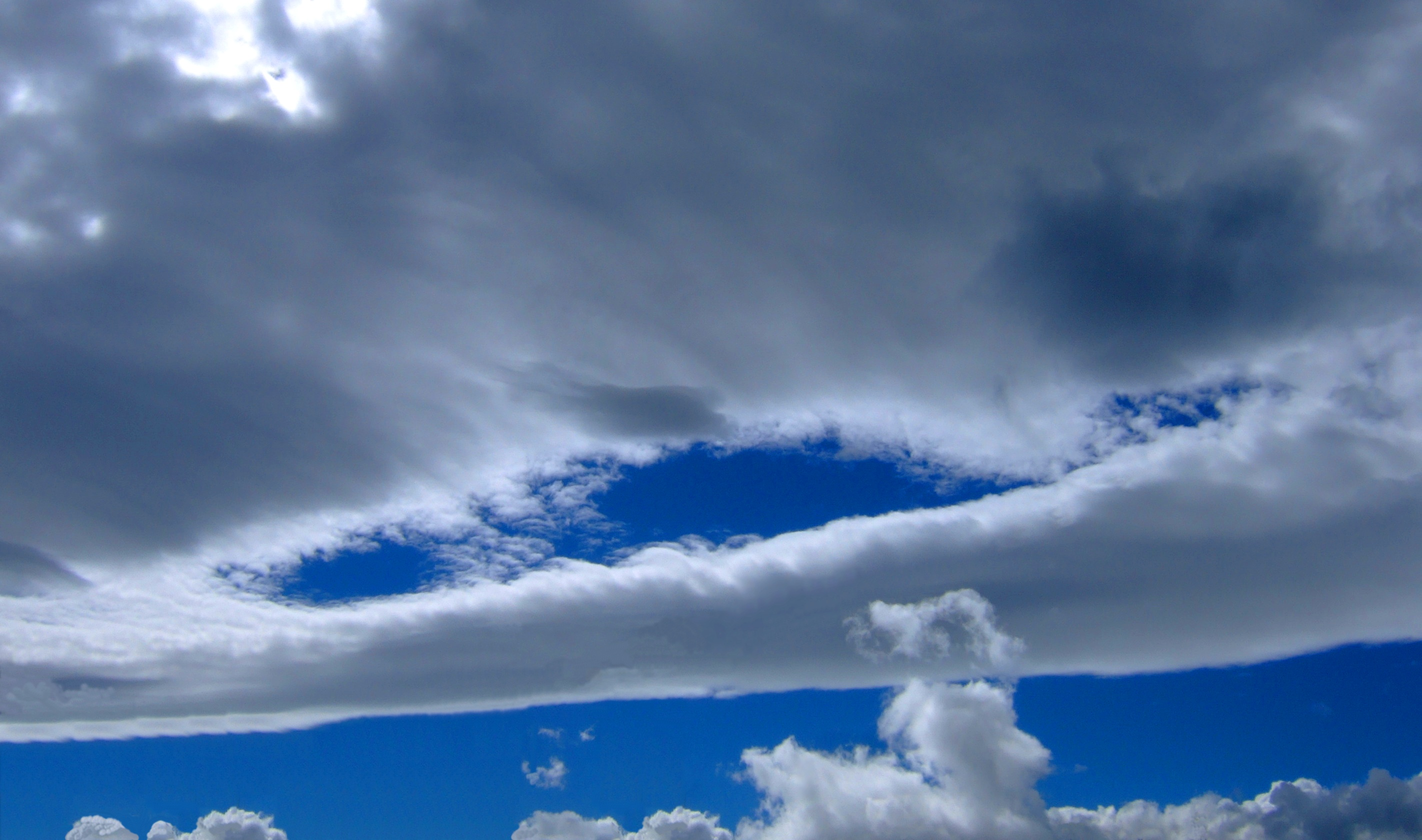
Nubes de Foehn en Ginebra (Suiza).

El viento foehn o föhn (del alemán Föhn, tomado de un característico viento del norte de los Alpes) es un tipo de viento seco que baja por la ladera que aparece en el lado de sotavento de una cordillera. Se produce en relieves montañosos cuando una masa de aire cálido y húmedo es forzada a ascender para salvar ese obstáculo. Esto hace que el vapor de agua se enfríe y sufra un proceso de condensación o sublimación inversa precipitándose en las laderas de barlovento, donde se forman nubes y lluvias orográficas. Cuando esto ocurre existe un fuerte contraste climático entre dichas laderas, con una gran humedad y lluvias en las de barlovento, mientras que en las de sotavento el tiempo está despejado y la temperatura aumenta por el proceso de compresión adiabática. Este proceso está motivado porque el aire ya seco y cálido desciende rápidamente por la ladera, calentándose a medida que aumenta la presión al descender y con una humedad sumamente escasa. El efecto foehn es el proceso descrito en las laderas de sotavento y resulta ser un viento «secante» y muy caliente.
Como consecuencia, es un viento que impide la lluvia, que es el resultado del subsiguiente calentamiento adiabático del aire que ha cedido la mayor parte de su humedad en las laderas de barlovento. Los diferentes gradientes adiabáticos de la humedad y el aire seco, el aire del lado de sotavento se hace más cálido que las elevaciones equivalentes de las laderas de barlovento. Los vientos foehn pueden alzar las temperaturas hasta en 30 °C (54 °F) en solo unas horas. Europa Central disfruta de un clima más cálido debido al foehn, conforme los vientos húmedos del mar Mediterráneo soplan por encima de los Alpes.
Con mucha frecuencia, toda la humedad procedente de las laderas de barlovento no se convierte en nubes y lluvia sino que gran parte de esas nubes pasa hacia el lado de sotavento, donde se «desparraman» con un proceso totalmente inverso al ocurrido en barlovento. En efecto, las nubes orográficas que descienden por el lado de sotavento se calientan y desaparecen al llegar a cierta altura cuando se supera la temperatura del punto de rocío. Se forma así un tipo de nubes estables que forman una especie de «techo» en el que los contrastes de temperatura pueden ser muy fuertes, con una variación de altura muy escasa.

## Efectos

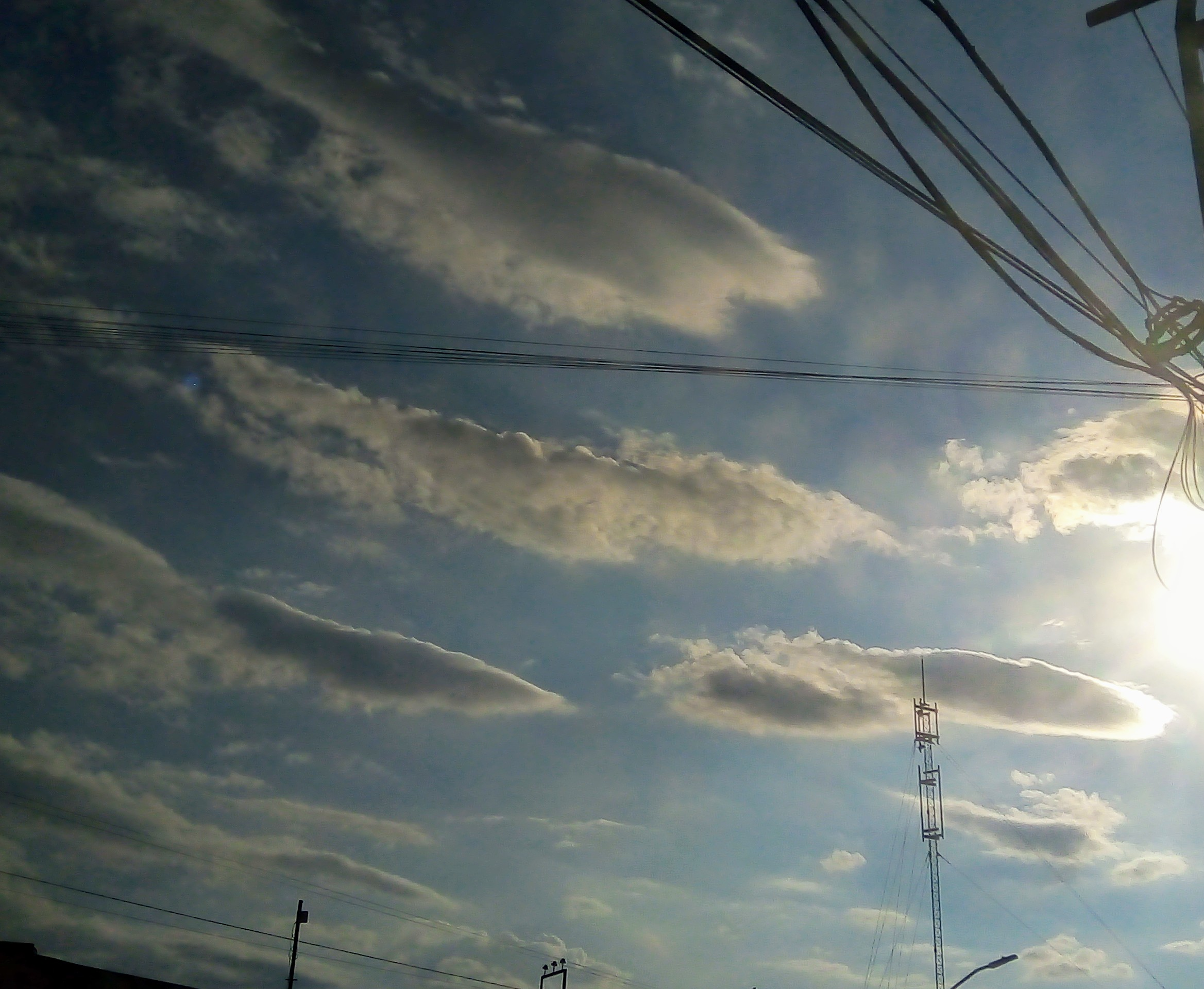
Los vientos Föhn a veces causan la formación de nubes lenticulares

Vientos de este tipo son "devoradores de nieve" por su capacidad para hacer que la nieve se funda o sublime rápidamente. Esta capacidad para eliminar la nieve no solo es producido por las temperaturas más cálidas, sino también por la humedad relativamente baja de la masa de aire que ha sido privada de su humedad por la precipitación orográfica que pasa por las montañas.
La masa de aire se enfría primero según el gradiente adiabático seco (GAS) a razón de 1 grado Celsius por cada 100 metros de ascenso (unos 180 m por cada grado en la zona intertropical). Tras esta fase, una vez superado el punto de rocío sigue enfriándose más pero ahora según el gradiente adiabático húmedo (GAH), a razón de 0,6 °C por cada 100 metros, produciéndose la precipitación. Una vez reobteniendo por simple cálculo matemático una temperatura de 15 °C rebasando el punto de rocío a unos 2.000 metros (por ejemplo), la masa de aire se enfría según el GAH, obteniéndose una masa de aire cercana a los 0 °C al llegar a la cumbre. Superado el relieve la masa de aire comienza a descender, calentándose según el GAS, que arroja un resultado de más de 30 °C al llegar a la zona de sombra de la lluvia.
Cabe destacar que los efectos de este fenómeno son a menudo muy localizados y dependen en gran medida de la orografía. El Foehn suele canalizarse en los valles más amplios que descienden directamente del eje central de la cordillera y es aquí donde sus consecuencias son más notables. A poca distancia, los efectos son mucho menos evidentes. Por esta razón, viajando en dirección paralela al eje de la cordillera afectada, es frecuente constatar un continuo sube y baja de los valores de temperatura y humedad según entremos y salgamos de los valles.
Los vientos foehn son célebres entre los montañeros en los Alpes, especialmente aquellos que ascienden la cara norte del Eiger, para quienes los vientos de este tipo añaden más dificultad al ascenso de un pico que ya por sí es difícil.
También se relacionan con la rápida difusión de los incendios forestales, haciendo de algunas regiones que experimentan estos vientos particularmente propensas a los incendios.
Estos vientos se asocian a menudo con enfermedades que van desde las migrañas hasta las psicosis. El primer artículo clínico de estos efectos fue publicado por el médico austriaco Anton Czermak en el siglo XIX. Un estudio elaborado por la Universidad de Múnich encontró que se incrementaban los suicidios y los accidentes en un 10 % en la época en que soplaba el foehn en Europa Central. También en las Montañas Rocosas de los Estados Unidos y Canadá se ha estudiado este fenómeno. Las causas de la Föhnkrankheit («enfermedad de foehn» en alemán) aún no se han probado fehacientemente. El etiquetado de preparaciones de aspirina combinado con cafeína, codeína y otros principios activos semejantes incluyen la Föhnkrankheit entre las indicaciones.

## Etimología
El nombre föhn (alemán, Föhn) se originó en la región alpina. Proviene del latín (ventus) favonius, un viento tibio del oeste del que Favonio fue la personificación romana.
La palabra alemana "Föhn" se traduce como "secador de pelo" desde la reforma ortográfica de 1996 (antes era "Fön").[cita requerida]

## Ejemplos locales
Estos vientos catabáticos reciben regionalmente nombre propios tales como:
| Viento                                                                          | En |
| ------------------------------------------------------------------------------- | --- |
| Ábrego                                                                          | Cantabria |
| Aire de las castañas                                                            | Principado de Asturias |
| Alpenföhn                                                                       | Los Alpes |
| Austru                                                                          | Rumania.[cita requerida] |
| Calderetas                                                                      | Venezuela, en especial en las costas de Puerto Cabello |
| Berg                                                                            | Sudáfrica y Namibia |
| Canterbury                                                                      | Nueva Zelanda |
| Chergui                                                                         | Marruecos |
| Chinook                                                                         | Este de las Montañas Rocosas, en los Estados Unidos y Canadá, y norte, este y oeste de los Montes Chugach de Alaska, Estados Unidos                                      |
| Cierzo                                                                          | El Valle del Ebro en la península ibérica Viento del noroeste que procede del Sistema Ibérico y barre el valle desde la Rioja, Navarra y Aragón.                         |
| Fen (Фен)                                                                       | [Rusia] |
| Föhn                                                                            | Austria, sur de Alemania, regiones de habla alemana de Suiza e Italia septentrional (incluso en regiones que no hablan alemán).                                          |
| Föhn                                                                            | Wollongong y South Coast, NSW Australia. A menudo asociado con intensa nube orográfica en el lado de barlovento de la cordillera.                                        |
| Favonio                                                                         | Suiza italiana e Italia |
| Fremantle Doctor                                                                | La costa occidental de Australia |
| Fogony                                                                          | los Pirineos de la provincia de Lérida.[cita requerida] |
| Garbino                                                                         | La costa adriática italiana |
| Garmush, Garmesh, Garmbad («viento cálido»): (en persa: گرمباد‎; guilakí, گرموش) | Región de Guilán, al sur del mar Caspio (en Irán). |
| Halny wiatr                                                                     | Los Cárpatos.[cita requerida] |
| Los Peninos en el valle de Eden, Cumbria, Inglaterra.                           | |
| Hnúkaþeyr                                                                       | islandés. |
| El Nor'wester                                                                   | Hawke's Bay, Canterbury y Otago, Nueva Zelanda. |
| Khamsin                                                                         | Líbano,Egipto y Siria |
| Qible (Kible)                                                                   | Turquía |
| Viento Lyvas                                                                    | Elefsina, Atenas en Grecia |
| Ljuka                                                                           | Carintia.[cita requerida] |
| Levante                                                                         | El estrecho de Gibraltar |
| Viento Norte                                                                    | (Jujuy, Argentina) |
| Poniente                                                                        | Comunidad Valenciana y Región de Murcia |
| Puelche                                                                         | El sur de Chile |
| Raco                                                                            | La zona del Cajón del Maipo |
| Terral                                                                          | La zona del Valle de Elqui Chile |
| Raca, gabacha o gabarniada                                                      | La provincia de Huesca.[cita requerida] |
| Surada                                                                          | La región Cantábrica |
| Terral                                                                          | La provincia de Málaga. |
| Tehuano                                                                         | Es un viento que sopla sobre el Istmo y Golfo de Tehuantepec, en el suroeste de México de México                                                                         |
| Vântul Mare                                                                     | Los Cárpatos, Rumania. |
| Viento del Sur                                                                  | Asturias, Cantabria y País Vasco (Hego-haizea en euskera) en España. |
| Vientos de Santa Ana o vientos Santana                                          | El sur de California, EE. UU. y en Baja California, México, son en cierto sentido parecidos al foehn, pero se originan en los desiertos secos como un viento catabático. |
| El Diablo                                                                       | El área de San Francisco, EE. UU. |
| Viento Zonda                                                                    | La región cuyana (oeste de Argentina) |

## Efectos en España

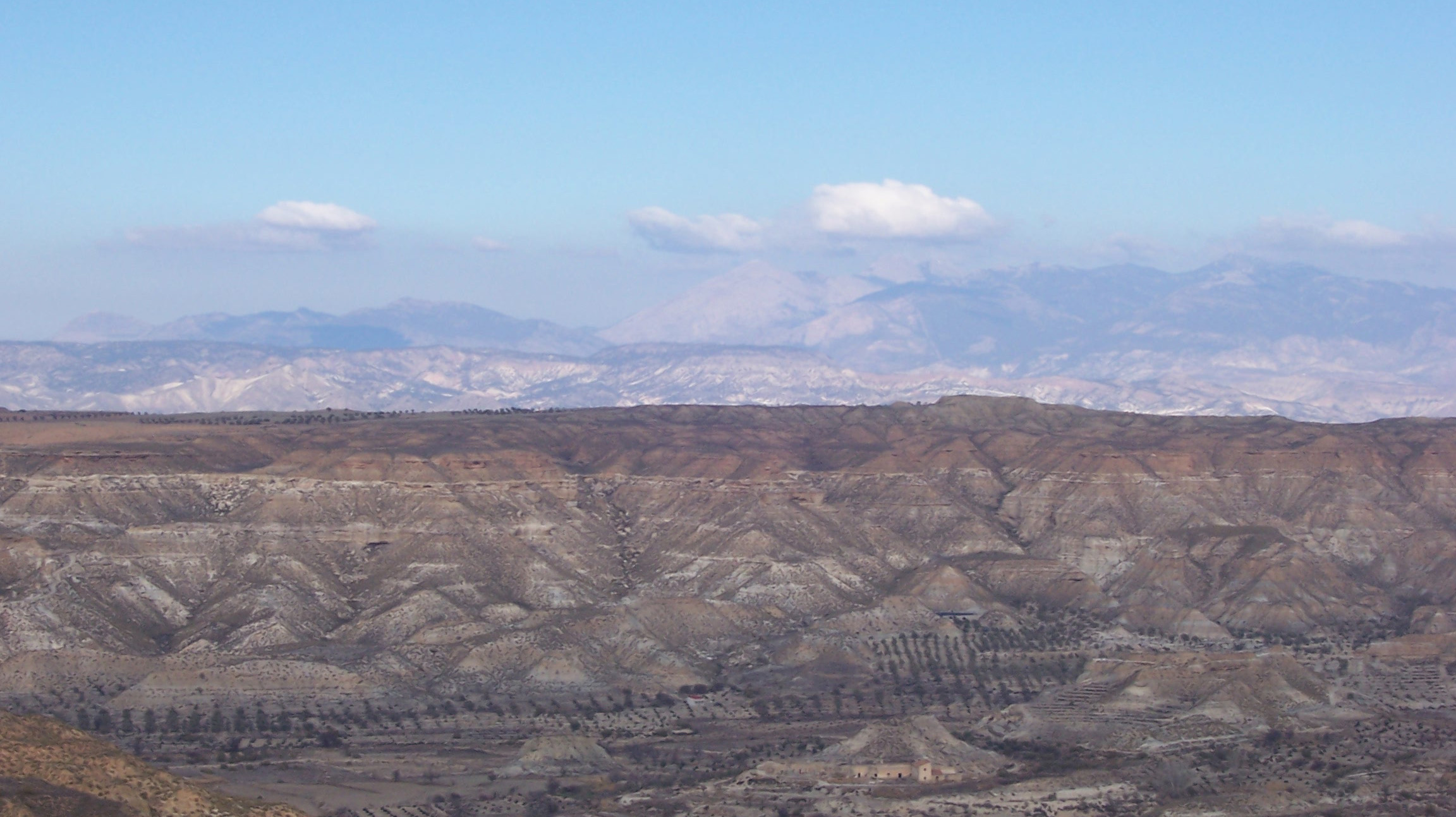
Debido a este efecto las provincias de Almería y Murcia, en España, sufren un clima parecido al desértico

Este efecto climático se puede apreciar claramente en España en la cordillera Cantábrica, en la sierra de Gredos, en los Pirineos y en las islas Canarias.
El efecto puede apreciarse con más agresividad en la zona sureste de la península, donde las cumbres de Sierra Nevada obligan a ascender al aire húmedo proveniente del valle del Guadalquivir, descargando toda la humedad en forma de lluvia y al superar este relieve desciende aumentando su temperatura formando el desierto de Tabernas en la provincia de Almería y el Altiplano Granadino, zonas donde las precipitaciones no superan los 150 mm al año. Al mismo tiempo, la Sierra Alhamilla aísla al desierto de Tabernas por su flanco este, provocando de nuevo el efecto Foehn e impidiendo la llegada de masas húmedas del cercano mar Mediterráneo. Estos vientos, también llamados vientos terrales, pueden dar lugar a temperaturas de 30 °C en apenas cuestión de horas y se les conoce como «comedores de nieve» por su capacidad para derretirla rápidamente y producir aludes. Esta facultad se fundamenta no solamente en la alta temperatura, sino también por la baja humedad relativa de la masa de aire.
En la Cornisa Cantábrica el fenómeno es muy claro y afecta a zonas costeras en las que la Cordillera Cantábrica está muy cerca del mar. Los vientos Foehn propician una rápida propagación de los incendios por su baja humedad relativa del aire y la ausencia de precipitaciones. Esto ocurrió, por ejemplo, en 1941 en la ciudad de Santander, donde un fuerte viento seco del sur propagó un devastador incendio que arrasó gran parte de la capital cántabra. En toda la región Cantábrica el viento sur causante del efecto Foehn suele estar asociado a catarros, cefaleas y estados depresivos.

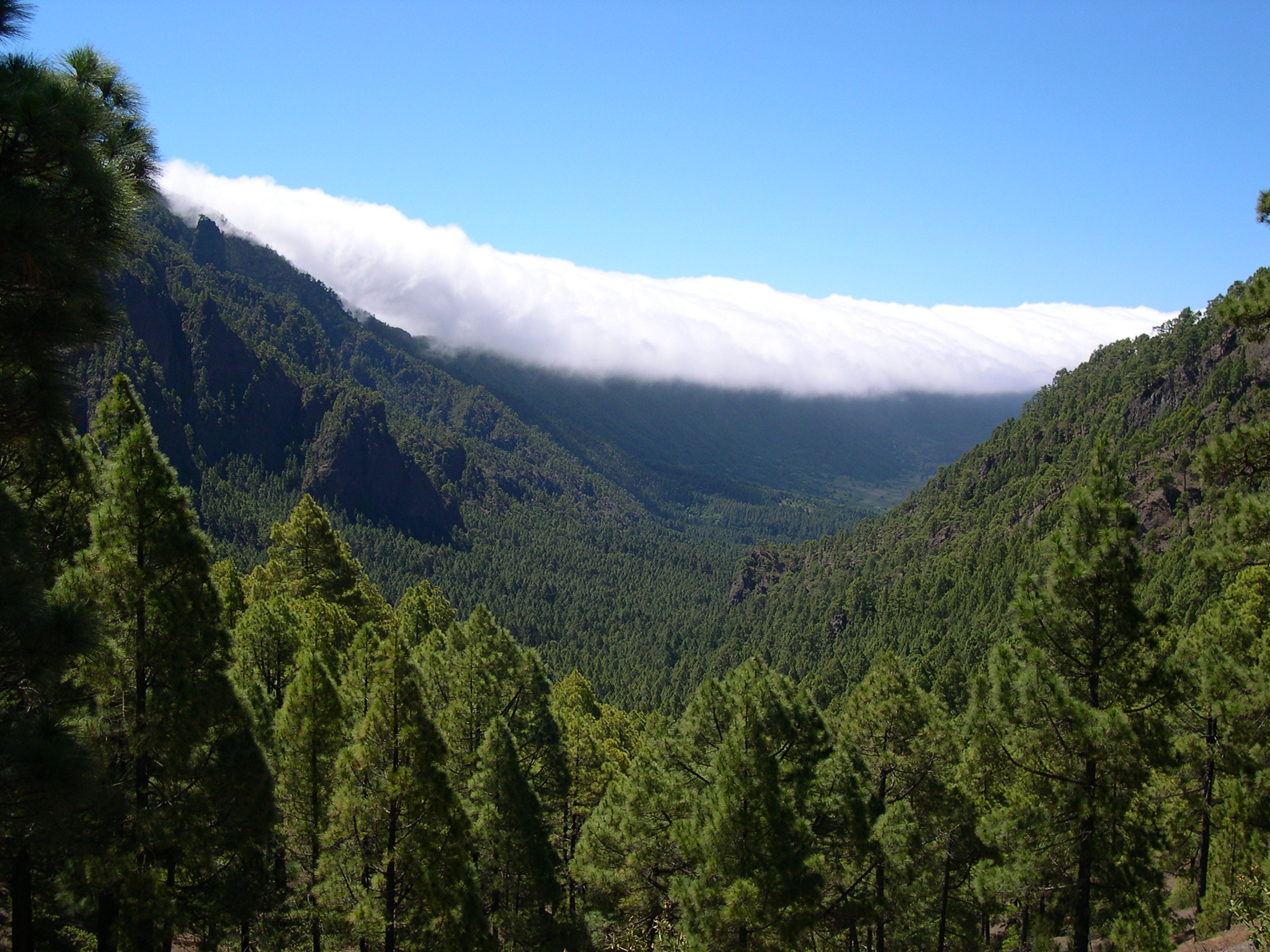
Las nubes procedentes de la vertiente de barlovento en la isla de La Palma superan la dorsal volcánica de la isla y descienden por la vertiente de sotavento en la zona de El Paso, donde se disipan al descender y calentarse el aire por encima del punto de rocío.

También se puede observar este efecto en Canarias, donde las altas cumbres de las islas hacen de barrera, condicionando dos zonas climáticas completamente diferentes: la cara norte de las islas, que está orientada hacia el alisio, tiene frecuentes precipitaciones y nubosidad y presenta una vegetación propia de climas húmedos; mientras que la cara sur sufre el efecto Foehn de los vientos secos que han descargado su humedad en la cara norte y presenta escasas precipitaciones al año, temperaturas altas, baja humedad ambiental y una vegetación propia de zonas semidesérticas.
En el caso de la isla de La Palma, el fenómeno es tan intenso que produce el enorme contraste entre la lluviosidad del noreste de la isla en el municipio apropiadamente llamado de Barlovento, donde las lluvias son muy frecuentes, y la costa suroeste entre Puerto Naos y el volcán Teneguía, donde es mucho más seco. En Gran Canaria el contraste entre sur y norte es de los ejemplos más claro de este fenómeno.
Otra zona donde el efecto Föhn produce habitualmente fuertes ascensos de temperatura es el este peninsular Comunidad Valenciana y Región de Murcia. En este caso los vientos del Oeste, habitualmente impulsados por una borrasca atlántica que discurra por el mar Cantábrico, provocan un acusado ascenso de las temperaturas en las zonas costeras y cercanas al litoral. Allí este fenómeno se conoce como Ponentà.
Se puede apreciar de igual forma en el valle del Ebro. Al estar completamente rodeado de cordilleras una masa húmeda obligada a descender las laderas de las montañas que rodean a dicho valle hasta llegar a la ribera se calienta y se seca, de forma que se crean diversas zonas semiáridas como el desierto de Los Monegros o el desierto de Calanda (Alcañiz) donde apenas se superan los 300 mm anuales y apenas hay vegetación. Cuando sopla el cierzo, viento característico de este valle, también provoca el efecto Foehn, ya que al dirigirse hacia el sureste aprovechando la dirección del Ebro va descendiendo de altitud, destruye la nubosidad y generalmente no permite las precipitaciones.

## En la cultura popular
- Peter Camenzind, una novela de Hermann Hesse, se refiere, extensamente, al Föhn alpino.
- El Föhn se usa para la letra F en "Crazy ABC's" del álbum Snacktime! por Barenaked Ladies.
- La amenaza del foehn lleva a los protagonistas Ayla y Jondalar en la obra de Jean M. Auel titulada Las llanuras del tránsito por encima de un glaciar antes del deshielo de primavera. La pareja hace referencias a los fenómenos del viento que alteran el estado de ánimo, parecidos a los del viento de Santa Ana.
- En el sur de Alemania, este viento se supone que causa un estado de ánimo perturbado. Heinrich Hoffmann en su libro "Hitler fue mi amigo" señala que en la tarde del 18 de septiembre de 1931 cuando Adolf Hitler y Hoffmann dejaron su apartamento de Múnich en una campaña electoral, Hitler se había quejado de mal ánimo y sentimiento. Hoffmann intentó tranquilizar a Hitler sobre el viento foehn austriaco como la causa probable de ello. Horas más tarde, la sobrina de Hitler, Geli Raubal fue encontrada muerta en su apartamento de Múnich. Se declaró que ella se había suicidado aunque hubo testimonios contradictorios entre los que lo presenciaron.[cita requerida]
- Mencionado como un cambio sorprendente en el tiempo durante el ascenso del Eiger de Suiza en el libro "The Eiger Sanction" de Trevanian.
- Mencionado en la obra de Thomas Mann "La Montaña Mágica" (1924) como el viento de mediados de primavera que perturbaba a los internados en el Berghof, sanatorio de montaña para la cura de la tuberculosis.[9]

## Marca Fön
AEG registró la marca Fön en 1908 para su secador de pelo. La palabra se convirtió en una vulgarización y ahora es, con diversas ortografías, el término estándar para "secador" en varios idiomas, como el finlandés, el alemán, el alemán de Suiza, el danés, el italiano, el holandés, el noruego, el checo, el croata, el letón, el rumano, el hebreo, el eslovaco, el esloveno, el sueco, el ruso, el ucraniano, el turco y el francés de Suiza.